# 金正男暗殺事件
金正男暗殺事件（キム・ジョンナムあんさつじけん）は、2017年2月13日にマレーシアのクアラルンプール国際空港で金正男（北朝鮮の第2代最高指導者金正日総書記の長男）が顔面に神経剤「VX」を塗られ毒殺された事件。

## 暗殺
金正男は2017年2月6日にマレーシアに到着し、2月8日にはリゾート地として知られるランカウイ島を訪れていた。2017年2月13日、金正男はマカオ行きのエアアジア便（午前10時50分発）に搭乗するため、クアラルンプール国際空港のLCC専用ターミナル (KLIA2)の3階出発ホールを訪れた。
午前9時00分頃、自動チェックイン機の前に立っていた金正男は突然2人の女性から襲撃され、猛毒の神経剤「VX」を顔に塗られた。マレーシア警察によれば、金正男は攻撃を受けた後、空港の受付スタッフに対して「誰かが背後から掴みかかり、顔に液体をかけられた」こと、および1人の女が「液体を含んだ布を顔に被せてきた」ことを報告していた。金正男はその後、自ら歩いてKLIA2内の「ムナラ・メディカル・クリニック」に向かい、治療を受けた。治療にあたった医師の証言によれば、この時の金正男は大量の汗をかき、顔の痛みを訴えており、クリニックに入って間も無く痙攣を起こして意識を失い、口から血や泡を吹いた。金正男には気管挿管が行われ、1ミリグラムのアトロピンおよびアドレナリンが投与されたほか、口の中から唾液や血液、嘔吐物を吸引して取り除く必要があった。
その後、空港内の診療所では救命ができないと判断され、金正男は蘇生装置を顔に取り付けられた状態で担架に乗せられ、空港の関係者専用エリアを通して救急車に運ばれた。しかし、金正男はプトラジャヤ病院へ搬送される途中に救急車の中で心肺停止状態となり、午前11時に病院で死亡が確認された。金正男は「キム・チョル」という偽名を使用して旅行していたため、マレーシア当局が死亡した男性を金正男と特定するまでには時間がかかった。死亡時、金正男はバックパックに10万ドル余りの現金を入れていたほか、キム・チョル名義の北朝鮮国籍のパスポートを4つ所持していた。遺体の瞳孔が固まり縮んでいるという不審な点が医師から警察に伝えられ、金正男が残した言葉や医師の報告をもとにマレーシア警察は殺人容疑で捜査に乗り出し、事件番号は「2017年2798号」とされた。

## 捜査と逮捕
2017年2月15日、マレーシア警察は実行犯の1人としてベトナム人の28歳女ドアン・ティ・フォン（以下「A」）を逮捕した。Aは空港の監視カメラの映像により実行犯と特定された。2月16日、インドネシア人の25歳女シティ・アイシャ（以下「B」）が2人目の実行犯として逮捕された。同日にはBの交際相手であるマレーシア人の26歳男性も事件に関連して逮捕されたが、2月24日までに釈放された。2月17日、北朝鮮人の46歳男性が4人目の容疑者として逮捕された。この男性はマレーシア在住でトンボ・エンタープライズ (Tombo Enterprise)という企業の従業員であるとされた。
逮捕されたAは警察に対し、自分とBは他の4人の男と共に旅行中であったこと、KLIA2に到着した直後、Bがハンカチでターゲットの顔を覆っている間に何らかの液体をかけるよう4人の男から指示されたこと、一連の行為は「いたずら」であると説明されていたことなどを供述した。空港の監視カメラには、AとBが金正男を襲撃した後、別々のトイレに急いで向かった様子と、トイレを出た2人が空港のタクシー乗り場に向かった様子が映し出されていた。Aは事件当日の午前9時30分頃にタクシーに乗り込み、空港を去った。
2月19日、マレーシア警察は暗殺事件の容疑者として国外にいる4人の北朝鮮人男性を指名手配した。4人はそれぞれ33歳、34歳、55歳、57歳であり、全員が事件当日にマレーシアを出国していた。4人の身柄を確保するため、マレーシア警察は国際刑事警察機構（インターポール）をはじめとする外部機関の協力を要請した。匿名の情報筋によれば、4人の容疑者はマレーシアを出国後ジャカルタ、ドバイ、ウラジオストクなどを経由して平壌に帰還した。4人のほかにも、マレーシア警察は国内にいる3人の北朝鮮人男性（高麗航空の従業員、北朝鮮大使館の二等書記官を含む）の行方を追っていた。3人はマレーシアの北朝鮮大使館に逃げ込んだが、最終的に嫌疑が晴れたとして平壌に帰還することを許された。
2月22日、マレーシア警察長官カリド・アブバカルは金正男の殺害が「計画的な行動」であって、逮捕された2人の女性は暗殺を実行するために訓練されており、クアラルンプールの各所で繰り返しリハーサルを行っていたと述べた。アブバカルはさらに、2人は毒劇物を取り扱っていることを知っていたように見えると主張した。2月23日、北朝鮮政府は事件への関与を否定する声明を出し、マレーシア当局は韓国と共謀して「証拠を捏造」していると非難した上で、勾留されているAとBおよび北朝鮮人の男性を解放するよう要求した。北朝鮮当局者は死亡した自国の男性が金正男であることを認めず、男性の死因も毒物ではなく心臓発作である可能性が高いと述べた
2月28日　AとBは殺人罪で起訴され、有罪となった場合マレーシアの法律上自動的に死刑が適用されることとなった。3月3日、マレーシア当局により逮捕勾留されていた北朝鮮人の46歳男性が証拠不十分で釈放され、国外退去処分となった。釈放後、男性はメディアに対し、マレーシア警察から罪を認めなければ家族に危害を与えると脅迫されたと主張した上で、自分が逮捕されたのは「陰謀」の一部であると述べた。他方、マレーシア警察は男性による主張を断固として否定した。3月16日、インターポールは平壌に逃亡した4人の北朝鮮人を国際指名手配したが、北朝鮮高官の話によれば、4人は帰国後情報漏洩を防ぐため直ちに金正恩の命令で抹殺されたという。
マレーシア警察の捜査員によれば、金正男は暗殺の6カ月前、日本人の友人に対して「私の命が狙われている」と話していた。複数の専門家が、金正男の暗殺は異母弟である北朝鮮の第3代最高指導者金正恩が指令したものである可能性が高いと指摘している。

## 検死
2017年2月15日、クアラルンプール病院の遺体安置所で金正男の検死（解剖）が実施された。検死当日、病院には数人の北朝鮮政府関係者が訪れており、金正男の遺体にそのような措置を行われることに反対していた。マレーシア当局はのちにコメントを出し、解剖が実行に移されたのは北朝鮮側が正式な異議申し立てを怠った結果であると述べた。検死を担当した病理医は、金正男の肺、脳、肝臓および脾臓が毒物によるダメージを受けていたと証言した。また別の病理医は、金正男の尿から毒物の痕跡が検出されたと証言したほか、血中コリンエステラーゼ濃度の低さは神経剤もしくは殺虫剤に被曝したことを示唆していると述べた。マレーシア警察は2017年2月24日、解剖後に行われた検査の結果、金正男の顔面部から猛毒の神経剤「VX」が検出されたと発表した。
専門家によれば、VXはバイナリー兵器として用いられる場合があり、金正男は2人の攻撃者からVXの前駆体となる2種類以上の化学物質を塗りつけられた可能性がある。バイナリー兵器による暗殺では、攻撃者自身が毒物によって死亡することを避けることができる上に、前駆体となる化学物質を別々にマレーシアに持ち込むことで、当局が毒物の持ち込みを発見しにくくなるという利点があることが指摘されている。一方で、容疑者の１人であるBは攻撃実行後にタクシーの中で嘔吐したこと、その後も気分が悪い状態が続いたことを報告している。
2017年3月10日、マレーシア警察による検死の手続きが完了し、長男の金漢率から提供されたDNAサンプルによる検査の結果、遺体は金正男のものであると正式に確認された。その後、金正男の遺体はマレーシア保健省に引き渡された。マレーシア保健省は、遺体を2–3週間保存するためにエンバーミングを行った上で、その間金正男の遺族に遺体を引き取る猶予を与えると発表したが、遺族は引き取りを断り、マレーシア当局に遺体の処遇を委ねた。最終的に、金正男の遺体は3月31日に北朝鮮の首都平壌に空輸されることとなったが、息子の金漢率は北朝鮮側への引き渡しに反対していた。金正男が死亡時に着用していたブレザーとバックパック、腕時計は分析のためマレーシア警察の化学部門に送られていたが、その後北朝鮮大使館関係者に引き渡された。

## 裁判
2017年10月2日、暗殺の実行犯として殺人罪で起訴されたAとBの初公判がシャー・アラムのマレーシア高等裁判所で始まった。両被告は共に無罪を主張し、北朝鮮の工作員らに「テレビ番組のためのいたずら」であると騙されて一連の行為に及んだと主張した。
この初公判において、マレーシア政府の化学者は、Aの爪や白い上着、Bの袖なしTシャツなどから暗殺で使用されたとみられる神経剤「VX」の痕跡が検出されたと証言した。この証言は2人の被告とVXを結びつける最初の証拠となった。別の病理学者は金正男が死亡した唯一の原因はVXであったと証言したほか、検死報告書によれば、金正男の遺体からは糖尿病、高血圧、痛風などを治療するための6種類の薬の痕跡が検出された一方で、北朝鮮政府が死因として主張していた心臓発作を示す証拠や兆候は見られなかったと指摘した。毒物の専門家は、金正男のバッグからVXを含む神経剤の解毒剤として用いられるアトロピンの小瓶が複数発見されていたと証言した。
2018年1月31日、マレーシア当局の捜査員が証言し、Bは事件の数週間前、クアラルンプール市内のショッピングモールで日本人と偽った北朝鮮人によってスカウトされ、日本のお笑い番組に出演するものと信じていたと述べた。3月14日、Aの弁護士は、Aの友人であるバー経営者のベトナム人女性の供述調書を読み上げた。供述調書の中で、バー経営者の女性はAが「李 (Li)」と名乗る男によってスカウトされた経緯を語っており、2016年12月27日に自分と夫がハノイで経営するバーに李が訪れ、女優としての仕事を依頼してきたが断ったこと、李から他の女性を紹介するよう頼まれ、友人であるAと引き合わせたこと、李がバーにやってきたAに対し、空港でのいたずら動画の撮影について説明していたことなどを証言していた。
A・B両被告の弁護士らは、2人は毒物を取り扱っていたことを知らされておらず、逮捕されていない4人の北朝鮮人容疑者のスケープゴートに仕立て上げられているのだと主張した。3月20日から始まった公判で、Aの弁護士は事件の約10日前である2017年2月2日にベトナムのノイバイ国際空港で撮影された監視カメラ映像を上映した。映像の中で、Aはベトナム政府関係者の男性に後ろから近づき、男性の首に突然掴みかかるという「いたずら」を仕掛けていた。
2018年6月27日、裁判の最終陳述が開始された。8月16日、マレーシア高等裁判所は審理の継続を決定し、裁判は2018年11月から再開されることとなった。この決定にあたって高等裁判所の判事は、証拠は不足しているものの事件が政治的な暗殺である可能性は排除できないとしたほか、監視カメラの映像は両被告が毒物の取り扱いを認識していたことを示しており、「テレビ番組のためのいたずら」という説明は不自然であるとの見解を述べた。

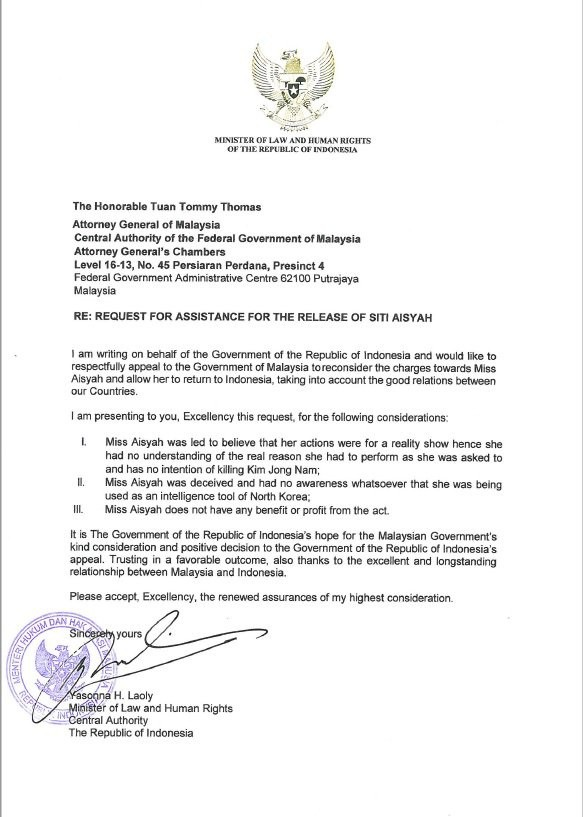
インドネシア政府がマレーシアの司法長官宛に送付したBの釈放を要請する書簡

### 殺人罪の起訴取り下げ
2019年3月、Bの起訴が取り下げられ、Bは釈放された。この釈放は、インドネシア政府からのBの釈放要請に、マレーシアの司法当局が応じた結果であったことがメディアによって報道され、のちにマレーシアの司法長官もその事実を認めた。Bの起訴が取り下げられたことを受け、ベトナム政府はAにも同様の措置を取ることをマレーシア政府に要請したが、マレーシアの検察当局はこの要請を却下し、Aの裁判を2019年4月から再開すると発表した。
要請が却下されたことを受け、ベトナム外務省はマレーシアの検察による決定への遺憾の意を表明し、公正な裁判が行われることを要求した。東南アジア情勢の専門家は、マレーシア司法当局による差別的な決定がマレーシア・ベトナム両国間の外交関係悪化を引き起こす恐れがあると指摘した。
2019年4月1日、Aの訴因が殺人罪から、より軽い「危険な武器や手段によって故意に傷害を負わせた罪」に変更され、Aは変更された罪を認めた。Aは3年4カ月の禁錮刑を言い渡されたが、刑期は2017年2月の逮捕時から計算され、刑期の減免も受けたため、2019年5月3日に釈放された。
なお、元々マレーシア自体において死刑廃止運動は根強く、海外からはアムネスティ・インターナショナルからの死刑廃止の働きかけも強かったが、この事件でA･B両被告が殺人罪で起訴されたことにより、マレーシアでは、イスラム法が適用されるムスリム（イスラム教徒）はもちろん非ムスリムであっても、英連邦から独立した1950年代のイギリスのコモンローのまま、殺人で有罪になればいかなる情状もなく死刑判決が必至であることがあらためて世界中にマスコミ報道され、広く知られることになった。そのことが影響したのか関係性は不明であるが、2018年7月マレーシア政府は死刑の執行を停止すると宣言、さらに10月死刑廃止の方向に進むことをマハティール内閣は正式に決定した。

## 元被告Bの発言録
2019年12月13日、朝日新聞は捜査関係者から入手したとする元被告「B」の発言録を公開した。発言録は、逮捕後のBが拘置所での3日間の面談でインドネシアの外交官や弁護士に話したもので、内容は以下の通りである。
Bは事件の6週間前の2017年1月5日、クアラルンプールのナイトクラブで主に日本人客の相手をしていた際に、自称日本人カメラマンの男「ジェームス」から声をかけられ、「日本で放送されるいたずら番組」への出演を持ちかけられる。出演料は400リンギットであり、本業のマッサージの4日分の稼ぎであった。翌日からクアラルンプールの商業施設で撮影訓練が始められ、手本にベトナム女性が通行人にローションを塗る「いたずら」を見せられ、出演者は自分だけではないと信じ込まされた。Bも同様にそれを真似て演技をし、400リンギットを受け取る。撮影訓練は5日間続けられ、呑み込みが早かったため出演料が600リンギットに上げられた。Bはまた、スカウトマンのジェームスを異性として意識しており、携帯電話にはジェームスの動画を保存していた。1月21日にはカンボジアのプノンペン空港に移動し1時間で3回の撮影をこなした。その時からカメラマンはジェームスの同僚で自称中国人「チャン」に引き継がれたが、チャンはインドネシア語が堪能であったため、すぐに打ち解けた。いたずらには、油やペッパーソースも使用された。2月に入ると、クアラルンプール国際空港で4回の撮影を重ねた。出演料はさらに上がり、1日200ドルとなったほか、チャンからは25歳の誕生日に600ドルをプレゼントされた。
事件当日は、Bはロビーのカフェで落ち合い、手順を打ち合わせた。「いい演技をしてくれたら、また仕事を回す」と言われ、いたずらの相手は怒りっぽいので、いたずらが終わったら、すぐに空港を離れるよう指示された。Bは相手に殴られたり警察を呼ばれるのではないかと心配をしながらチャンと自動チェックイン機の近くで待ち伏せた。20分後に金正男が現れ、チャンが垂らした「ベタベタしたオイル」を両手に馴染ませると、正男の顔に塗りつけた。その際、正男は「お前は誰だ!」と叫び、Bは「ごめんなさい」と謝り、逃げようとした際に、Bを見つめる正男の顔に誰か（A）の腕が伸びてきた。Bは事前に打ち合わせでもう一人の女性も参加すると聞かされており、その女性を無視して逃げるようチャンから指示されていた。Bはトイレに駆け込むと手を洗った。手に着いたオイルは「車の修理工場のような臭いがした」が、痛みは感じなかった。
Bはタクシーでホテルに戻ると出演料が未払いであったため、チャンに電話をしたが不通だった。その時にはチャンはすでに出国していた。2月16日、Bはホテルの自室にいるところを警察に逮捕されたが、「いたずら番組の撮影だと思っていた」「相手が死んだことも知らなかった」と容疑を否認した。

## 取材した文献
- 『なぜ金正男は暗殺されたのか　自滅に向かう独裁国家』西脇真一／平野光芳、毎日新聞出版、2017年10月
- 『追跡 金正男暗殺』乗京真知／朝日新聞取材班、岩波書店、2020年1月

## 事件を題材とした映画
- 『わたしは金正男を殺してない』 ライアン・ホワイト監督 2021年 アメリカ映画[107]